# Artiom Kosow
Artiom Kosow (ros. Артем Косов; ur. 4 sierpnia 1986 w Tatarstanie) – rosyjski wioślarz.

## Osiągnięcia
- Mistrzostwa Świata Juniorów – Ateny 2003 – czwórka podwójna – 2. miejsce[1].
- Mistrzostwa Świata Juniorów – Banyoles 2004 – czwórka podwójna – 2. miejsce[1].
- Mistrzostwa Świata U-23 – Hazewinkel 2006 – czwórka podwójna – 11. miejsce[1].
- Mistrzostwa Świata U-23 – Glasgow 2007 – czwórka podwójna – 6. miejsce[1].
- Mistrzostwa Świata – Poznań 2009 – czwórka podwójna – 9. miejsce[1].
- Mistrzostwa Europy – Brześć 2009 – jedynka – 8. miejsce[1].
- Mistrzostwa Europy – Montemor-o-Velho 2010 – czwórka podwójna – 5. miejsce[1].